# 櫛田民蔵

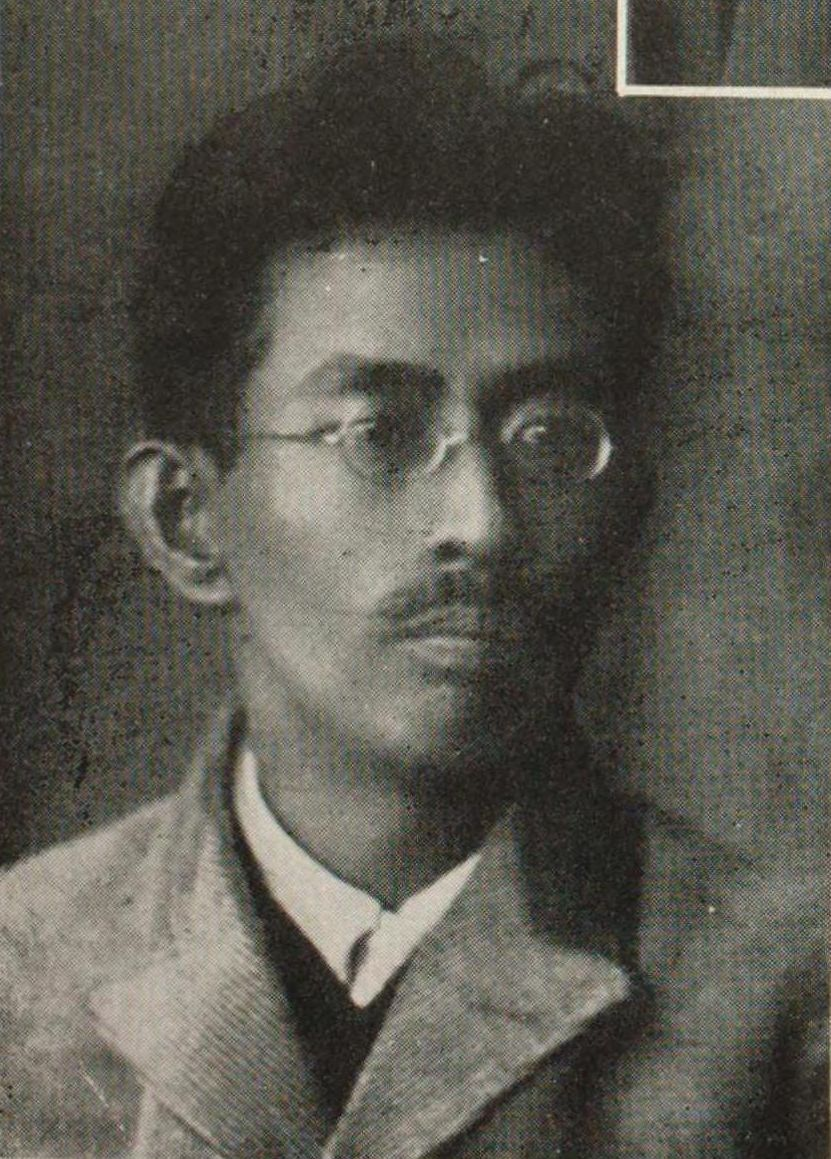
櫛田民蔵

櫛田 民蔵（くしだ たみぞう、1885年〈明治18年〉11月16日 - 1934年〈昭和9年〉11月5日）は、日本の経済学者。妻は女性解放運動指導者の櫛田ふき。子の櫛田克巳は朝日新聞社の学芸記者。

## 生涯
福島県磐城郡上小川村（現在のいわき市小川町）生まれ。福島県立磐城中学校から錦城中学に編入し、1908年、東京外国語学校卒。1912年京都帝国大学卒。
同志社大学教授、同法学部長、大阪朝日新聞論説委員を歴任。その後東京帝国大学経済学部助手となるが、1919年に高野岩三郎の勧誘を受けて大原社会問題研究所の研究嘱託となる。1920年から2年間久留間鮫造と渡欧し、主にドイツで書籍の蒐集に当たる。1922年、立教大学商学部教授に就任し、経済政策を講じた。大原社研では、唯物史観とマルクス経済学における価値論を研究。恩師河上肇のマルクス解釈を批判したことでも知られる。日本のマルクス経済学を国際的水準に引き上げたとされる。
晩年は日本資本主義論争において労農派の論客として活躍した。1934年、くも膜下出血のため死去。墓所は多磨霊園。
代表的著作に『マルクス価値概念に関する一考察』。また、『櫛田民蔵全集』（全5巻、改造社）がある。

## 著書

### 単著

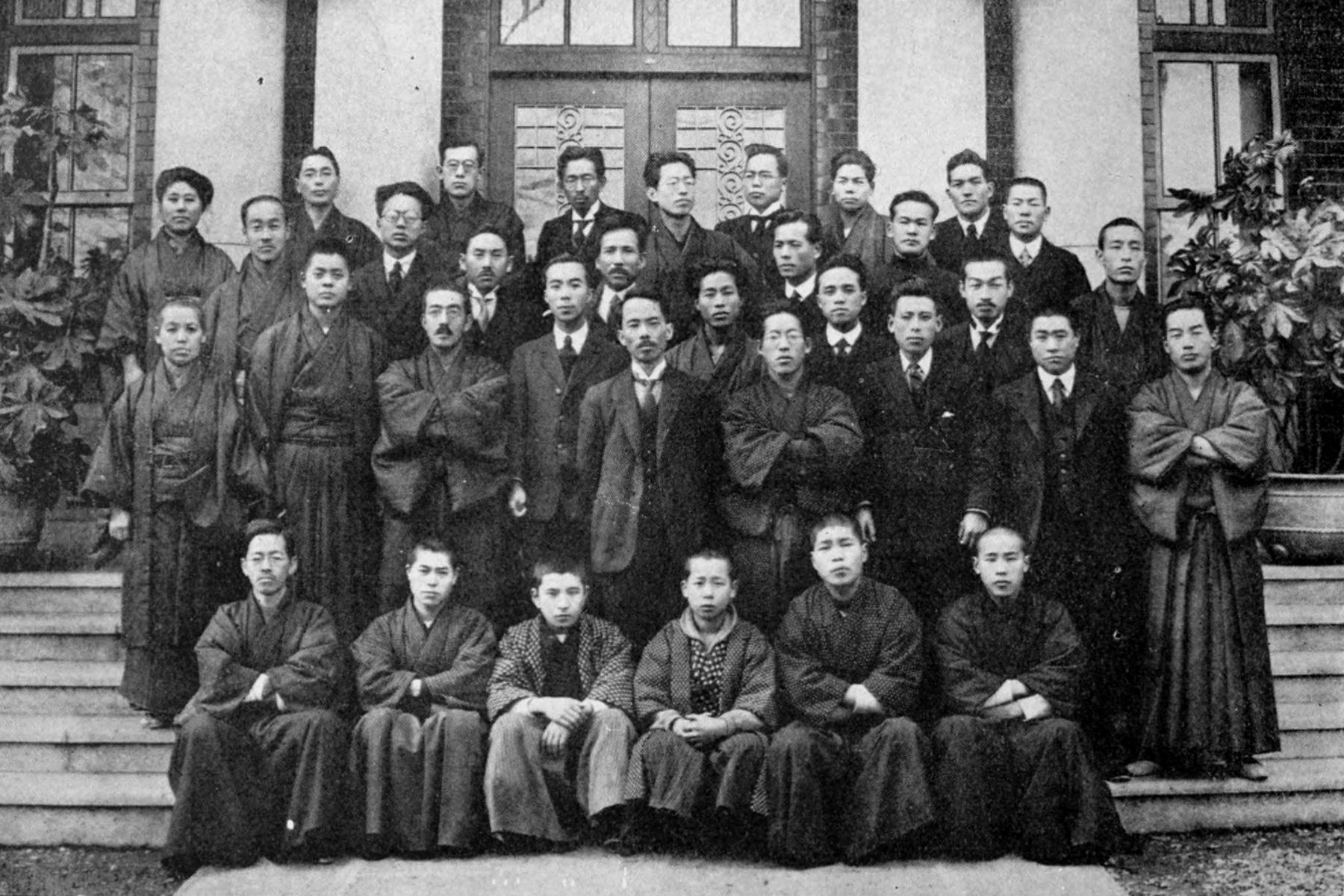
1923年当時の大原社会問題研究所員（後列左から4人目が櫛田民蔵）

- 『米生産費の研究 帝国農会米穀生産費の分析的考察について』櫛田克己、1935年2月。 NCID BN0889788X。全国書誌番号:46089514。
- 『社会主義は闇に面するか光に面するか 他』朝日新聞社〈朝日文庫 23〉、1951年。 NCID BN15632739。全国書誌番号:51006931。
- 『『共産党宣言』の研究』大内兵衛補修、青木書店、1970年12月。 NCID BN01224723。全国書誌番号:71000699。
- 『社会主義は闇に面するか光に面するか』朝日新聞社〈朝日選書 165〉、1980年9月。 NCID BN02347900。全国書誌番号:80040391。
- 『櫛田民蔵・日記と書簡』大内兵衛・向坂逸郎監修、社会主義協会出版局、1984年12月。 NCID BN0026461X。全国書誌番号:85038982。

### 共訳
- カール・カウツキー 著、櫛田民蔵・大内兵衛 訳『マルクス・エンゲルス評伝』我等社〈我等叢書 第1冊〉、1926年7月。 NCID BN15082219。全国書誌番号:43052566 全国書誌番号:48013451。
- アルトゥル・ショーペンハウアー 著、権田保之助・櫛田民蔵 訳『宗教問答』同人社書店、1926年9月。 NCID BA31583880。全国書誌番号:43048258。

### 全集

#### 改造社、1935年
- 『唯物史観』改造社〈櫛田民蔵全集 第1巻〉、1935年5月。 NCID BN12127514。全国書誌番号:46083882。
- 『価値及貨幣』改造社〈櫛田民蔵全集 第2巻〉、1935年4月。 NCID BN09536504。全国書誌番号:46083799。
- 『農業問題』改造社〈櫛田民蔵全集 第3巻〉、1935年3月。 NCID BN04798092。全国書誌番号:46083799。
- 『社会問題』改造社〈櫛田民蔵全集 第4巻〉、1935年6月。 NCID BN10414956。全国書誌番号:46083799。
- 『軍事税及戦時経済』改造社〈櫛田民蔵全集 第5巻〉、1935年7月。 NCID BN04314356。全国書誌番号:46083799。

#### 改造社、1947-1949年
- 『唯物史観』改造社〈櫛田民蔵全集 第1巻〉、1947年6月。 NCID BN04909284。全国書誌番号:46008416 全国書誌番号:49004288。
- 『価値及貨幣』改造社〈櫛田民蔵全集 第2巻〉、1947年12月。 NCID BN04909353。全国書誌番号:46008416 全国書誌番号:48014391 全国書誌番号:49004288。
- 『農業問題』改造社〈櫛田民蔵全集 第3巻〉、1947年3月。 NCID BN04909477。全国書誌番号:46008416 全国書誌番号:49004288。
- 『社会問題』改造社〈櫛田民蔵全集 第4巻〉、1949年9月。 NCID BN05607484。全国書誌番号:49004289。

#### 社会主義協会出版局、1978-1981年
- 『唯物史観』社会主義協会出版局〈櫛田民蔵全集 第1巻〉、1978年6月。 NCID BN05498458。全国書誌番号:78025080。
- 『価値および貨幣』社会主義協会出版局〈櫛田民蔵全集 第2巻〉、1978年12月。 NCID BN05498742。
- 『農業問題』社会主義協会出版局〈櫛田民蔵全集 第3巻〉、1979年6月。 NCID BN05498913。
- 『社会問題』社会主義協会出版局〈櫛田民蔵全集 第4巻〉、1979年12月。 NCID BN05499020。
- 『軍事税および戦時経済』社会主義協会出版局〈櫛田民蔵全集 第5巻〉、1981年5月。 NCID BN05499053。